# Dolichopeza (Nesopeza) quadrifila
Dolichopeza (Nesopeza) quadrifila is een tweevleugelige uit de familie langpootmuggen (Tipulidae). De soort komt voor in het Oriëntaals gebied.